# Método de Romberg
Em Análise numérica, o Método de Romberg é usado para estimar a integral definida
{\displaystyle \int _{a}^{b}f(x)\,dx}
pela aplicação da Extrapolação de Richardson repetidamente sobre a regra do trapézio ou a regra do retângulo (regra do ponto médio). As estimativas geram a ordenação triangular. O Método de Romberg é uma Fórmula de Newton-Cotes, ela avalia o integrante em pontos igualmente espaçados. O integrante deve ter derivadas contínuas apesar de que resultados razoavelmente bons podem ser obtidos se existem apenas algumas derivadas.
Se for possível avaliar o integrante em pontos igualmente espaçados, então outros métodos, como Quadratura Gaussiana e Quadratura de Clenshaw-Curtis são, geralmente, mais precisas.
O método foi batizado em homenagem a Werner Romberg (1909-2003), que publicou o método em 1955.

## Método
Usando
{\displaystyle h_{n}={\tfrac {1}{2^{n}}}(b-a)}
O método pode ser definido da seguinte maneira:
{\displaystyle R(0,0)=h_{1}(f(a)+f(b))}
{\displaystyle R(n,0)={\frac {1}{2}}R(n-1,0)+h_{n}\sum _{k=1}^{2^{n-1}}f(a+(2k-1)h_{n})}
{\displaystyle R(n,m)=R(n,m-1)+{\frac {1}{4^{m}-1}}(R(n,m-1)-R(n-1,m-1))}
ou
{\displaystyle R(n,m)={\frac {1}{4^{m}-1}}(4^{m}R(n,m-1)-R(n-1,m-1))}
onde
{\displaystyle n\geq 1\,}
{\displaystyle m\geq 1\,}
{\displaystyle h_{n}={\frac {b-a}{2^{n}}}.}
Em big o notation, o erro para R(n, m) é (Mysovskikh 2002):
{\displaystyle O\left(h_{n}^{2m+2}\right).\,}
A extrapolação "zeroeth, R(n, 0), é equivalente a regra do trapézio, com 2n + 1 pontos; a primeira extrapolação R(n, 1), é equivalente a Regra de Simpson com 2n + 1 pontos. A segunda extrapolação, R(n, 2), é equivalente a Regra de Boole com 2n + 1 pontos. Demais extrapolações diferem das Fórmulas de Newton-Cotes. Em particular, demais Extrapolações de Romberg expandem na regra de Boole, de maneira suave, modificando pesos em taxas, de maneira similar à regra de Boole. De maneira oposta, demais métodos de Newton-Cotes produzem crescentes diferenças de pesos, levando, eventualmente, a grandes pesos positivos e negativos.Este é um indicativo de como Métodos de Newton-Cotes, para interpolações polinomiais de grande grau, falham em convergir para muitas integrais, enquanto a Integração de Romberg é mais estável.
Quando as avaliações da função são dispendiosas, pode ser preferível substituir a interpolação polinomial de Richardson pela interpolação racional proposta por Bulirsch & Stoer (1967).

## Exemplo geométrico
Para estimar a área sob uma curva, a regra trapezoidal é aplicada em um intervalo, após em dois intervalos, em quatro intervalos e assim consecutivamente.

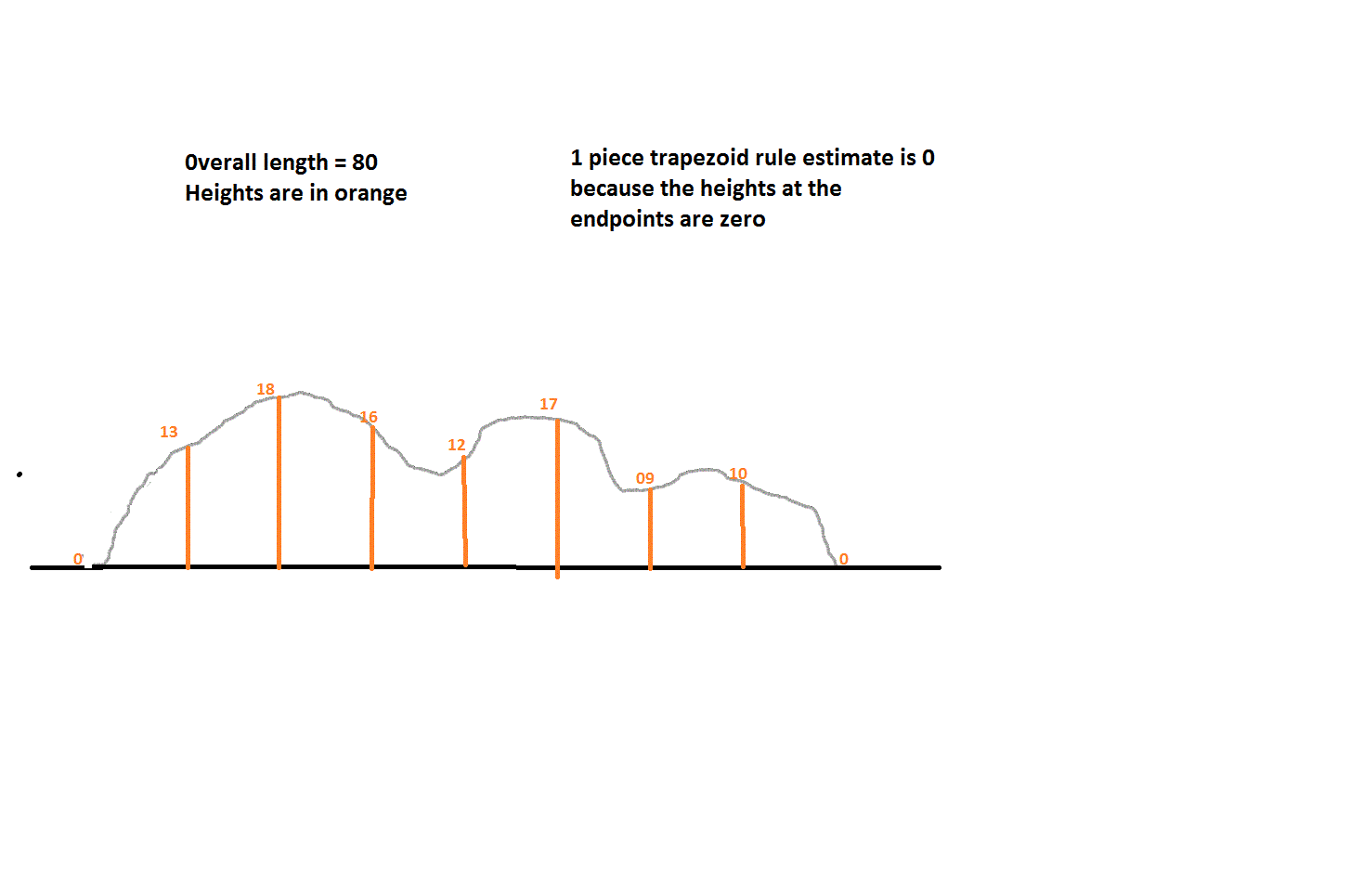
Um intervalo (Aumentar)

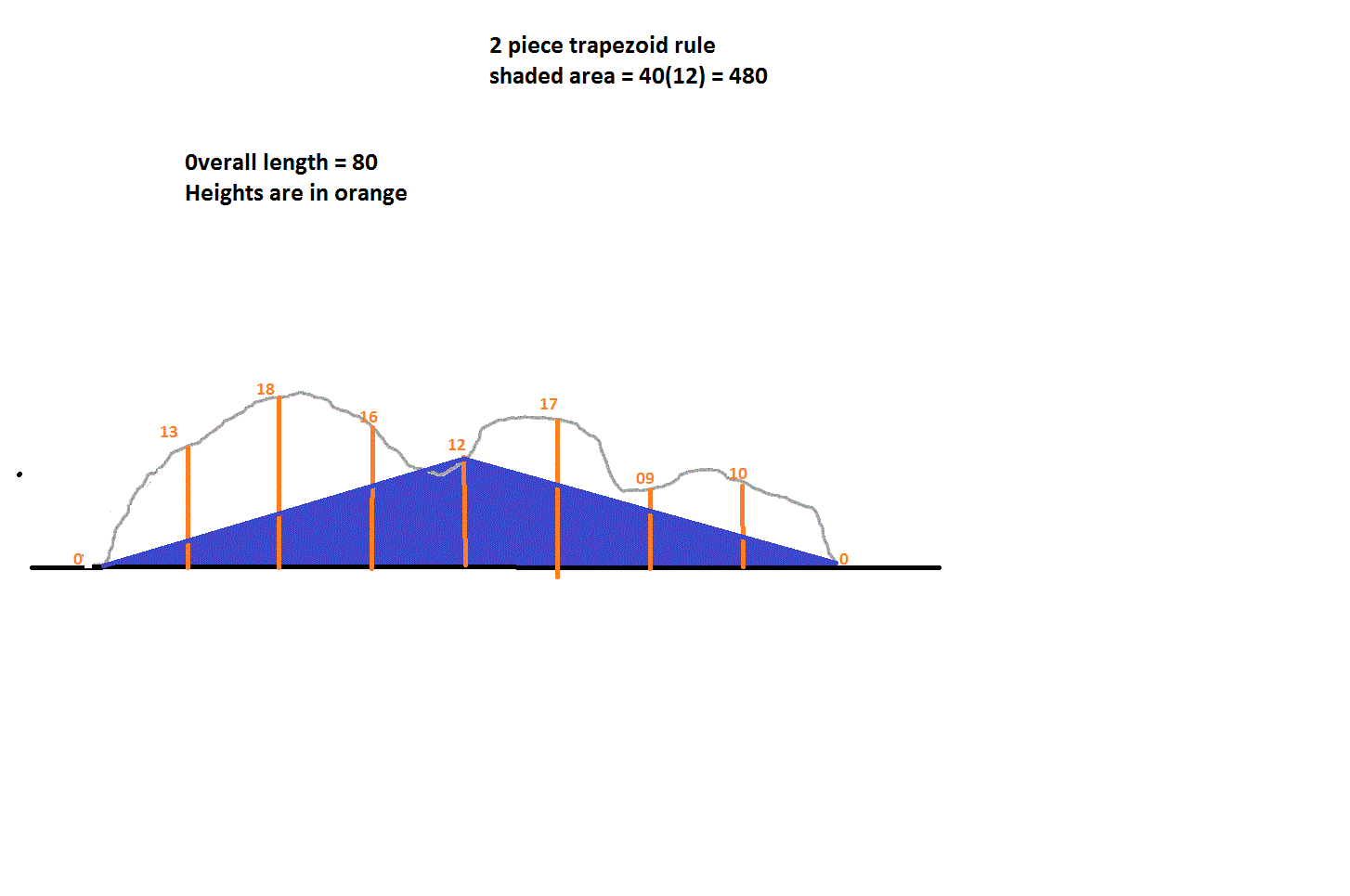
Dois intervalos

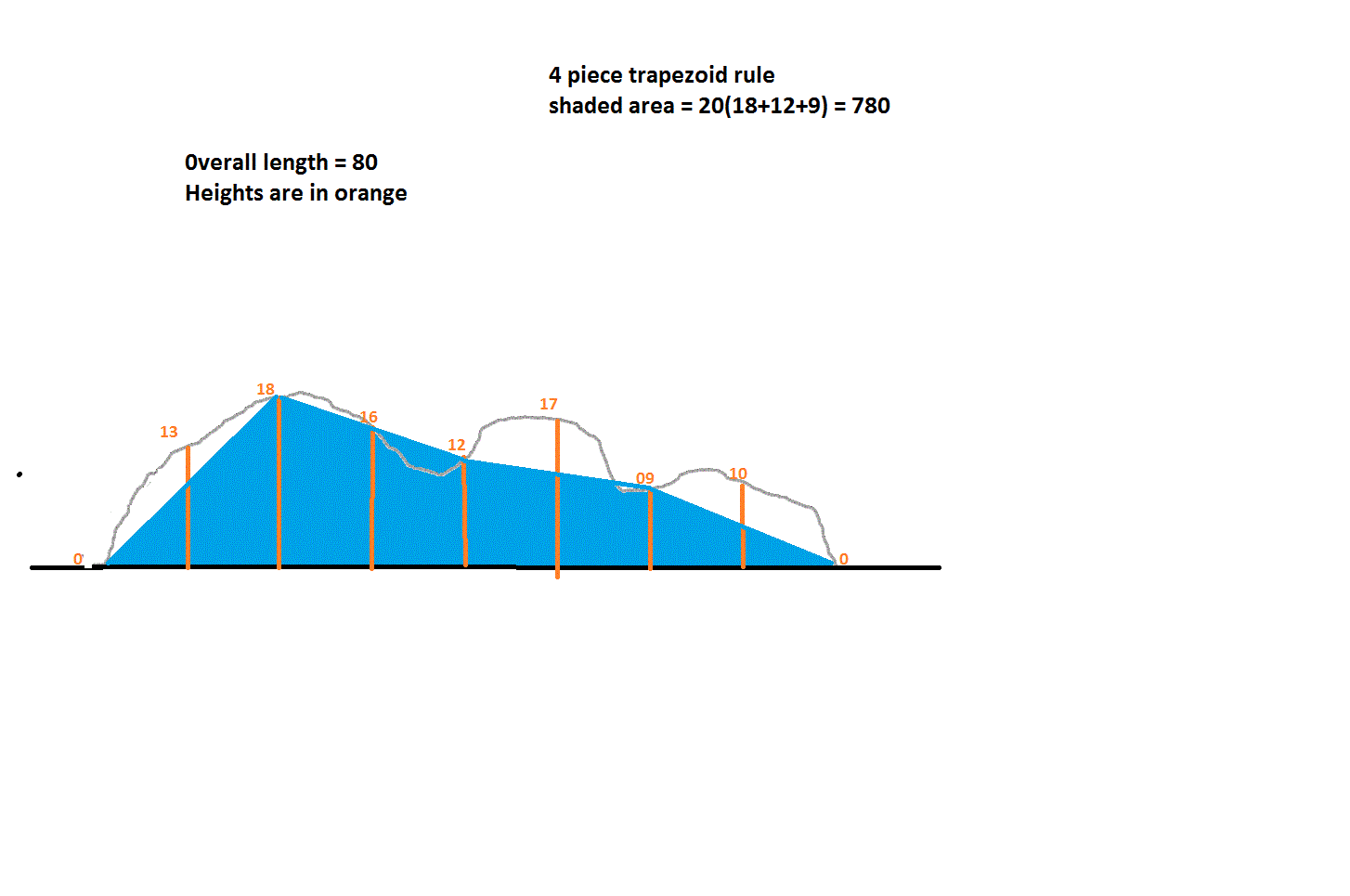
Quatro intervalos

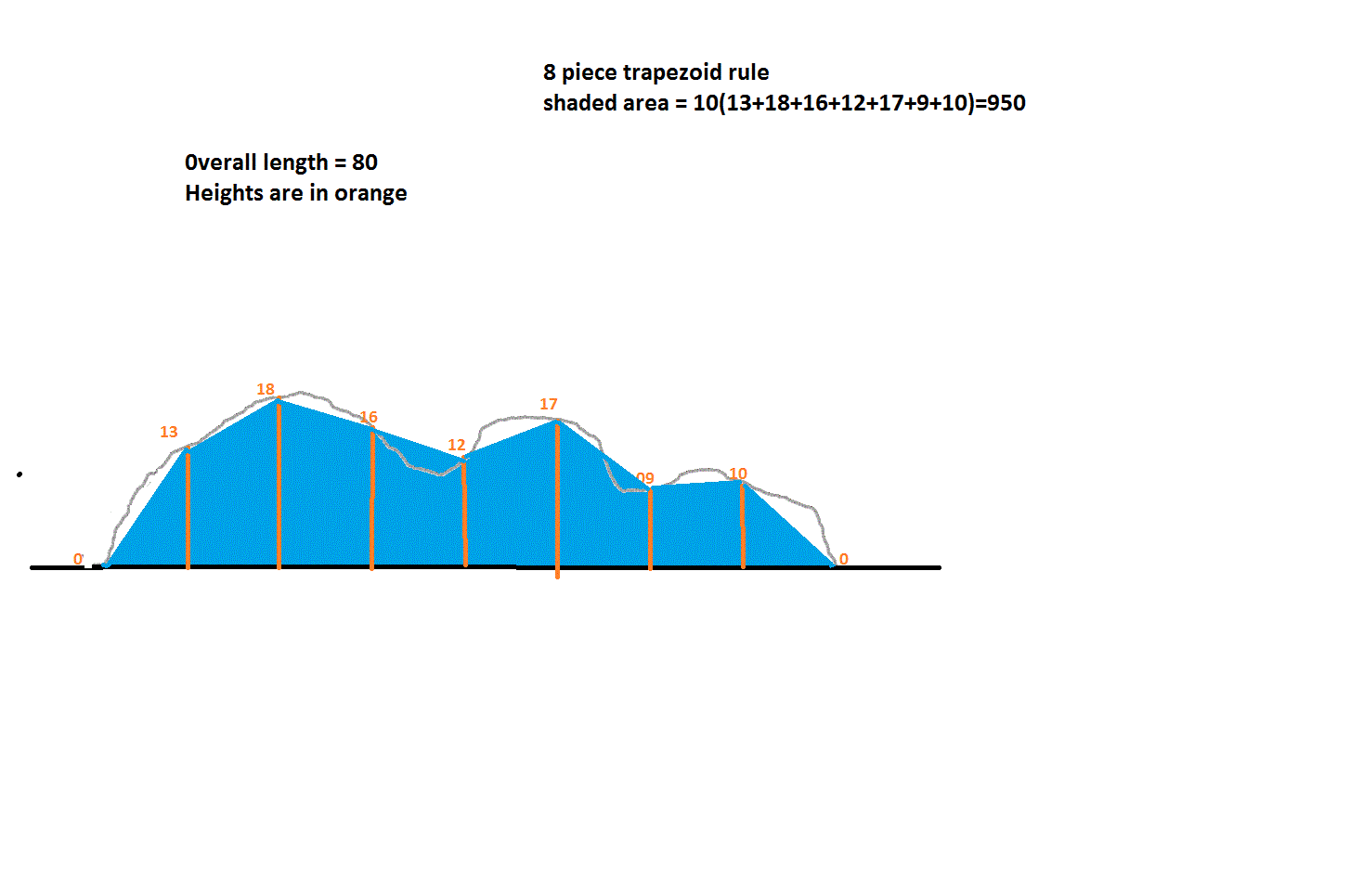
Oito intervalos

Após obter as estimativas pela regra dos trapézios, aplica-se a extrapolação de Richardson:
- Para a primeira interação, as estimativas de dois intervalos e de um intervalo são usadas na fórmula (4 X (Mais precisa) - (Menos precisa))/3. A mesma fórmula é então utilizada para comparar as estimativas de quatro e de dois intervalos, e de maneira análoga, para estimativas de maiores intervalos.
- Para a segunda interação, os valores da primeira interação são usados na fórmula (16(Mais precisa)-Menos precisa)/15.
- A terceira interação utiliza a próxima potência de 4:(64 (Mais precisa) - Menos precisa)/63 dos valores derivados da segunda interação.
- Repete-se a operação até que se obtenha uma única estimativa.

| Número de Intervalos | Estimativas trapezoidais | Primeira Interação        | Segunda Interação               | Terceira Interação             |
|                      |                          | (4MA-ME)/3*               | (16MA-ME)/15                    | (64MA-ME)/63                   |
| 1                    | 0                        | (4*480-0)/3 = 640         | (16*880-640)/15 =896            | (64*1015.11-896)/63 = 1017.002 |
| 2                    | 480                      | (4*780-480)/3 = 880       | (16*1006.67-880)/15 = 1015.11.. |                                |
| 4                    | 780                      | (4*950-780)/3 =1006.666.. |                                 |                                |
| 8                    | 950                      |                           |                                 |                                |

- MA: Mais precisa; ME: Menos precisa

## Exemplo
Como exemplo, a Função Gaussiana é integrada de 0 a 1, erro da função erf(1) ≈ 0.842700792949715. A distribuição triangular é calculada célula a célula e o processo é terminado quando as duas últimas entradas diferem menos de 10−8.
```
 0.77174333
 0.82526296  0.84310283
 0.83836778  0.84273605  0.84271160
 0.84161922  0.84270304  0.84270083  0.84270066
 0.84243051  0.84270093  0.84270079  0.84270079  0.84270079

```

O resultado no canto inferior direito da distribuição triangular é preciso até os dígitos mostrados.
Destaca-se que 	este resultado deriva de aproximações menos precisas, obtidas pela regra dos trapézios, na primeira coluna da distribuição triangular.

## Implementação
Segue um exemplo de uma implementação computacional do Método de Romberg ( em linguagem C). São necessários um vetor e uma variável, bem como uma rotina de trapézios:
```
 
#include
 
<stdio.h>

 
#include
 
<stdlib.h>

 
#include
 
<math.h>

 
#define MAX 6

int
 
main
()

{

    
double
 
s
[
MAX
];

    
int
 
i
,
k
;

    
double
 
var
 
;

    
for
 
(
i
 
=
 
1
;
 
i
<
 
MAX
;
 
i
++
)

        
s
[
i
]
 
=
 
1
;

 

    
for
 
(
k
=
1
;
 
k
<
 
MAX
;
 
k
++
)

    
{

        
for
 
(
i
=
1
;
 
i
 
<=
k
;
 
i
++
)

        
{

            
if
 
(
i
==
1
)

            
{

                
var
 
=
 
s
[
i
];

                
s
[
i
]
 
=
 
Trap
(
0
,
 
1
,
 
pow
(
2
,
 
k
-1
));
     
// Rotina de trapézios

            
}
                                       
// Integração de 0 a 1

                                                    
/* pow() é o número de sub-divisões*/

            
else

            
{

                
s
[
k
]
=
 
(
 
pow
(
4
 
,
 
i
-1
)
*
s
[
i
-1
]
-
var
 
)
/
(
pow
(
4
,
 
i
-1
)
 
-
 
1
);
 

                                                                 

                
var
 
=
 
s
[
i
];

                
s
[
i
]
=
 
s
[
k
];
  

            
}

         
}

        
for
 
(
i
=
1
;
 
i
 
<=
k
;
 
i
++
)

            
printf
 
(
"  %f  "
,
 
s
[
i
]);

        
printf
 
(
"
\n
"
);

    
}

    
return
 
0
;

}

```